# Бірюков Павло Іванович
Павло́ Іва́нович Бірюко́в (рос. Бирюков Павел Иванович; *3 (15) листопада 1860, Івановське, Костромська губернія — †10 жовтня 1931, Женева) — російський літератор, біограф Льва Толстого.

## Біографія
Народився в дворянській сім'ї. Навчався в Пажеському корпусі, морському училищі (1880). 1884 року закінчив гідрографічне відділення Морської академії.
Покинувши військову службу, переїхав у Москву, де 1884 року зустрівся з Львом Толстим. Бірюков зазнав сильного впливу особистості та вчення Толстого, став своєю людиною в будинку письменника.
Бірюков був одним з ініціаторів створення та організатором видавництва «Посередник» («Посредник»), а в 1886—1888 роках був його фактичним керівником.
У 1892—1893 роках Бірюков був найближчим співробітником Толстого в організації допомоги селянам Самарської та Рязанської губерній, які голодували. Брав діяльну участь у долі духоборів, яких переслідував уряд.
Від 1898 року жив із перервами за кордоном, де підтримував стосунки з російською революційною еміграцією.
1907 року Бірюков поселився в своєму селі Івановське, служив у земстві.
1901 року почав працювати над створенням детальної біографії Толстого. Перші два томи «Біографії Льва Миколайовича Толстого» побачили світ у 1906—1908 роках. Редагував Повне зібрання творів Толстого, яке видавав Ситін. Був одним з організаторів Толстовської виставки в Москві в Історичному музеї (1911 рік), що дало початок Музею Толстого. У 1920-х роках керував у Музеї Толстого рукописним відділом.
У середині 1920-х років Бірюков виїхав у Канаду. Там він тяжко захворів. Дружина перевезла його в Швейцарію, де 1931 року Бірюков помер.

## Твори
- Биография Льва Николаевича Толстого. — Т. 1—4. — Москва — Петроград, 1922—1923.

Чотиритомна праця Бірюкова, присвячена Толстому, стала першою докладно розробленою біографією великого письменника. Родзинкою цієї праці було те, що при роботі над нею Бірюков користувався порадами самого Толстого.
- Краткая биография Л. Н. Толстого. Москва, 1908, 1912.
- Гонение на христиан в России в 1895 г. [Архівовано 1 березня 2010 у Wayback Machine.] З післямовою Л.М. Толстого.
- Духоборы. 1901.
- Духоборец Пётр Васильевич Веригин (Doukhobor Pierre Vériguine). Издание Международной Лиги Антимилитаристов, 1903.
- Духоборцы: Сборник статей, воспоминаний, писем и других документов. Посредник, 1908. 236 с.
- Малёванцы. История одной секты. 1905. 29 с.
- История моей ссылки // О минувшем: Сборник. СПб, 1909.
- Роль и значение сектантства в строительстве новой жизни [Архівовано 8 травня 2008 у Wayback Machine.] // «Вестник Духовных Христиан Молокан» (Москва), № 1-2, 1925.